# هدسباخ
هدسباخ (به آلمانی: Heddesbach) یک شهر در آلمان است که در راین-نکار-کرایس واقع شده‌است. هدسباخ ۵۰۳ نفر جمعیت دارد.